# 坂東正男
坂東 正男（ばんどう まさお、1916年3月1日 - 2007年6月12日）は、日本の写真家、スチルカメラマンである。

## 人物・来歴
大正5年（1916年）3月1日に生まれる。
1950年代 - 1960年代の日活黄金時代を支えた戦後の日本映画を代表するスチルマンの一人で、監督格のスチルマンであった。当時、日活専属の代表的なスチルマンでは、坂東の他、斎藤耕一（後に監督）らがいた。坂東は、写真修整を得意とし、日活では「修整の神様」といわれた。当時、脚本家や助監督、監督へと転進するスチルマンが多い中、スチル一筋に生きた職人肌の人物とされる。俳優、スタッフたちからの愛称は「バンちゃん」。
坂東は、北海道の出身。単身上京の後、多くの秀逸な写真家を輩出した名門校・オリエンタル写真学校に学ぶ。卒業後、大都映画株式会社に入社。大都映画は昭和17年（1942年）、新興キネマ京都撮影所長・永田雅一の提唱により、新興キネマ、日活製作部と統合し、大日本映画製作株式会社（後に大映株式会社、現・角川映画）となる。
昭和27年（1952年）、成瀬巳喜男監督・高峰秀子主演の『稲妻』で、スチルの撮影チームのリーダーに抜擢され、その後、日活に引き抜かれて移籍し、石原裕次郎主演の『俺は待ってるぜ』、小林旭主演の「渡り鳥」シリーズ、「あいつ」シリーズなどを担当。その他、宍戸錠主演の『殺しの烙印』（鈴木清順監督）といった話題作や、吉永小百合主演の『青春の風』なども担当し、優秀な撮影チームを率いて活躍した。とくに、小林旭、宍戸錠の作品が多く、中平康、西村昭五郎、鈴木清順監督の作品を多く手がける。また、『キネマ旬報』や『サンデー毎日』などのコンテストの受賞歴も多数に及ぶ。日活の衰退とともに昭和45年（1970年）引退。
平成19年（2007年）6月12日、死去した。満91歳没。
キネマ旬報映画データベースでは「スクリプター」と記載され、「脚本家」に分類されているがこれは誤りである。

## 担当作品

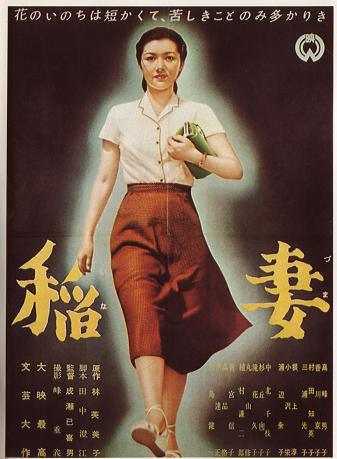
『稲妻』、1952年

- 稲妻 （Lightning, 1952年） 大映
- 夏の嵐 （1956年） 日活
- ジャズ娘誕生 （Jazz musume tanjō, 1957年） 日活
- マダム （1957年） 日活
- 俺は待ってるぜ （I Am Waiting, 1957年） 日活
- フランキー・ブーチャンの殴り込み落下傘部隊 （1958年） 日活
- 悪魔の爪痕 （1958年） 日活
- 青い乳房 （1958年） 日活
- 渡り鳥いつまた帰る （1960年） 日活
- 赤い夕陽の渡り鳥 （1960年） 日活
- 波涛を越える渡り鳥 （1961年） 日活
- ろくでなし稼業 （1961年） 日活
- 紅の銃帯 （1961年） 日活
- 大森林に向って立つ （1961年） 日活
- ろくでなし野郎 （1961年） 日活
- 助っ人稼業 （1961年） 日活
- 七人の挑戦者 （1961年） 日活
- 大平原の男 （1961年） 日活
- 風に逆らう流れ者 （1961年） 日活
- さようならの季節 （1962年） 日活
- 二階堂卓也銀座無頼帖 帰ってきた旋風児 （1962年） 日活
- 当りや大将 （1962年） 日活
- 青い街の狼 （1962年） 日活
- しろばんば （1962年） 日活
- 鉛をぶちこめ （1962年） 日活
- 気まぐれ渡世 （1962年） 日活
- 示談屋 （1963年） 日活
- 泥だらけのいのち （1963年） 日活
- 悪名高き ろくでなし （1963年） 日活
- その人は遠く （1963年） 日活
- 探偵事務所23 くたばれ悪党ども （1963年） 日活
- 悪太郎 （1963年） 日活
- 赤い靴とろくでなし （1963年） 日活
- 何処へ （1964年） 日活
- 東京五輪音頭 （1964年） 日活
- 成熟する季節 （1964年） 日活
- 仲間たち （1964年） 日活
- ああ青春の胸の血は （1964年） 日活
- 河内ぞろ 喧嘩軍鶏 （1964年） 日活
- 大日本チャンバラ伝 （1965年） 日活
- 野郎に国境はない （1965年） 日活
- 悪太郎伝 悪い星の下でも （1965年） 日活
- 血と海 （1965年） 日活
- 花咲く乙女たち （1965年） 日活
- 不敵なあいつ （1966年） 日活
- 暗黒航路 （1966年） 日活
- 放浪のうた （1966年） 日活
- 愛して愛して愛しちゃったのよ （1966年） 日活
- 賭場の牝猫 捨身の勝負 （1966年） 日活
- 不死身なあいつ （1967年） 日活
- 秩父水滸伝 影を斬る剣 （1967年） 日活
- ザ・スパイダースのゴーゴー向う見ず作戦 （1967年） 日活
- 殺しの烙印 （1967年） 日活
- 青春の風 （1968年） 日活
- 星影の波止場 （1968年） 日活
- 魔性の女 （1968年） 日活
- “経営学入門”より ネオン太平記 （1968年） 日活
- さくら盃 仁義 （1969年） 日活
- 博徒無情 （1969年） 日活
- 荒い海 （1969年） 日活

## 註
1. ↑  坂東正男、キネマ旬報映画データベース / 坂東正男、日本映画データベース、いずれも2009年12月22日閲覧。